# Rt Dežnjev
Rt Dežnjev ili Rt Dežnjov (ruski: Мыс Дежнёва, u eskimsko-aleutskim jezicima Тугнехалха) rt je na krajnjem istoku azijskog kontinenta i ujedno najistočnija točka u kontinentalnom dijelu Euroazije. Rt se nalazi na krajnjem istoku Čukotskog poluotoka na obalama Beringovog prolaza, na području Čukotskog autonomnog okruga azijskog dijela Ruske Federacije.
Rt je ime dobio u čast ruskog istraživača Sibira i moreplovca Semjona Ivanoviča Dežnjeva koji je još 1648. godine kao prvi europski moreplovac oplovio Čukotski poluotok. Rt nije imao službeno ime sve do početka 18. stoljeća, a na svojoj karti iz 1778. godine engleski moreplovac James Cook označio ga je kao Istočni rt (engleski: East Cape). Sadašnje ime nosi od 1898. godine.
Rt Dežnjev predstavlja izolirano planinsko područje maksimalne nadmorske visine do 740 metara čije se strane strmo spuštaju k obalama Beringovog prolaza koji spaja Čukotsko more Arktičkog oceana na sjeveru s Beringovim morem Tihog oceana na jugu. Najzapadnija točka sjevernoameričkog kontinenta rt Prince of Wales nalazi se na 86 kilometara istočnije na obalama Aljaske.
Rt se nalazi u zoni polarne klime s prosječnim zimskim temperaturama zraka od oko −40°C, odnosno ljetnjim od oko +8°C. U podnožju rta nalaze se brojne kolonije morževa i foka, te kolonije morskih ptica.
Od naseljenih mjesta na tom području nalaze se sela Uelen, Lavrentija, Lorino, Novo Čaplino, Sireniki i Ueljkalj. Na rtu se nalazi obelisk posvećen Semjonu Dežnjevu.

## Vanjske poveznice
|  | Zajednički poslužitelj ima još gradiva o temi Rt Dežnjev |

- Дежнев мыс, Enciklopedijski rječnik Brockhausa i Efrona
- Дежнёва мыс, Velika sovjetska enciklopedija
- ДЕЖНЁВА МЫС  Arhivirana inačica izvorne stranice od 23. rujna 2020. (Wayback Machine), Velika ruska enciklopedija